# 逆反票
逆反票（英語：Protest vote），又稱抗議票、白票、無效票、废票、以上皆非，台灣俗稱賭爛票，指在選舉中對全部候選人或現行政治體制表達不滿的選票。投下逆反票的選民背後有着不同動機，排斥現行體制便是一例。
逆反票跟棄權票等選項一樣，可用於表達對所有候選人的不滿。白票等逆反票可能會計入最終結果。逆反票亦有可能會在統計結果上當作废票或「以上皆非」。

## 類型
逆反票有着不同类型，像是：
- 白票
- 無效票
- 废票
- 以上皆非
- 故意投給勝出機會甚低候選人的選票
- 有組織的逆反票
- 拒絕投票

某些自覺跟主流投票選擇格格不入的選民可能會投下逆反票。此外亦有人會以逆反票來讓勝出者的得票率降低，以此表達對政治進程的不滿。對政治體制感到疏離者可能放棄投票，但有關感受亦有機會使人投下逆反票。1992年美国总统选举中有14%投票给罗斯·佩罗的選民表示，若非他決定參選，那麽他們根本就不會去投票。
白票、無效票、废票皆為逆反票。白票指的是沒有作任何標記的選票；無效票指沒有標上完整或正確資料的選票；废票則指選民以污損、劃掉等手段，來讓選票不合資格——它是最清晰表達不滿的一種手段。
美國部分地區容許人投下「以上皆非」的選項，不過這一選項於當地挺為罕見。選民可以「以上皆非」來表達不滿，但投下有關選票者並不總是把之視為表達不滿的一種手段。
還有一些人會故意投給邊緣候選人或政黨，以表達对主要候选人、政党、政策的不满，減少主流候選人的勝算。
由政党或领导人组织的逆反票在歷史上也有發生，但此一情況相對罕見。

## 判斷有關情況
研究者難以判斷投下白票、無效票、廢票的選民是於投票過程出錯，還是故意投下逆反票。白票雖是一種逆反票，但它也跟選民缺乏選舉資訊有關。白票、無效票、廢票較常見於文盲比率較高的地区。若選票被故意污损或以其他方式毁坏，那麼更能顯示出那是一張逆反票，以及當地有着較高政治成熟度。

## 棄權票
棄權票雖是一種逆反票，但投下者可能對政治有著一定關心。部分政治體制會強制人們投票，因此部分對政治感到失望者會投下棄權票。无政府主义運動抗拒代議民主，要求社會全面實施直接民主制。因此支持者會鼓勵人們以棄權票抗議。不過废票等「積極」逆反票往往較能表達不滿。